# Суслов, Михаил Петрович
Михаи́л Петро́вич Су́слов (англ. Misha Suslov; 23 марта 1939 — 5 марта 2024) — советский, российский, американский оператор-постановщик.

## Биография
В 1962 году окончил операторский факультет ВГИКа (мастерская Леонида Косматова). Три года работал на Московском телевидении, где начинало создаваться творческое объединение «Экран». Снимал эстрадные выступления Иосифа Кобзона, Майи Кристалинской, Муслима Магомаева, осваивал производство короткометражных игровых фильмов и телепередач.
Затем перешёл на киностудию «Мосфильм». Участвовал в создании нескольких фильмов, среди которых выделяется своим строгим аскетичным стилем историко-революционная картина «Шестое июля» режиссёра Юлия Карасика.
С 1976 года проживал в США. В Голливуде работал в основном в жанрах боевика и криминальной драмы: «Восход „Черной луны“», «Чемпион».
С конца 1990-х регулярно работал в России, в том числе — плодотворно сотрудничал с режиссёром Сергеем Урсуляком, снимал фильм «Долгое прощание», киносериалы «Неудача Пуаро», «Ликвидация», «Исаев», «Жизнь и судьба» и «Тихий Дон».
Умер 5 марта 2024 года в возрасте 84 лет.

## Операторские работы
- 1962 — Прелюды (короткометражный, дипломный)
- 1963 — Короткие истории
- 1966 — Одни
- 1967 — Арена
- 1968 — Шестое июля
- 1970 — Чайка
- 1971 — Сестра музыканта
- 1972 — Человек на своём месте
- 1977 — Вашингтонская афера
- 1981 — Американский театр / American Playhouse
- 1983 — Случайный поцелуй / Strangers Kiss
- 1984 — Разрушенные клятвы[исп.] / Shattered Vows
- 1984 — Радость, которая убивает[англ.] / The Joy That Kills
- 1985 — 3:15
- 1986 — Восход «Чёрной луны» / Black Moon Rising
- 1986 — Девчонка не промах / Nobody’s Fool
- 1986 — Роанок / Roanoak
- 1986 — Очень близкие кварталы / Very Close Quarters
- 1987 — История Верна Миллера / The Verne Miller Story
- 1988 — Смоки и судья / Smokey and the Judge
- 1988 — Оранжерея / Hothouse
- 1988 — Краденое небо / Steal the Sky
- 1989 — Скакун / Prancer
- 1991 — Камень викингов / The Runestone
- 1991 — Грязные беседы по ночам / Talkin' Dirty After Dark
- 1994 — Смертельный пентатлон: Пятиборье со смертью / Pentathlon
- 1995 — Священный груз / Sacred Cargo
- 1995 — Враг общества № 1 / Public Enemy No. 1/
- 1998 — Сочинение ко Дню Победы
- 1999 — Истинный дар
- 2004 — Неудача Пуаро
- 2003 — Другая женщина, другой мужчина…
- 2006 — Смерть Таирова
- 2006 — Долгое прощание
- 2006 — Блюз опадающих листьев
- 2007 — Ликвидация
- 2009 — Исаев
- 2012 — Жизнь и судьба
- 2015 — Зазеркалье / The Looking Glass
- 2015 — Тихий Дон
- 2018 — Ненастье
- 2019 — Одесский пароход

## Награды и номинации
- 2005 — приз за лучшую операторскую работу им. А. Москвина на кинофестивале «Литература и кино» в Гатчине за фильм «Долгое прощание»
- 2008 — премия ТЭФИ в номинации «Оператор телевизионного художественного фильма/сериала» за фильм «Ликвидация»
- 2013 — Профессиональный приз Ассоциации продюсеров кино и телевидения в области телевизионного кино в номинации "За лучшую операторскую работу" (телесериал «Жизнь и судьба»)[6]
- 2015 — Профессиональный приз Ассоциации продюсеров кино и телевидения в области телевизионного кино в номинации «За лучшую операторскую работу» (телесериал «Тихий Дон»)[7]